# رچویلر
رچویلر (به فرانسوی: Retschwiller) یک کمون در فرانسه با جمعیت ۲۵۱ نفر است که در Canton of Soultz-sous-Forêts واقع شده‌است.